# Merry Pemberton
Merry Pemberton, conosciuta anche come Gimmick Girl e Merry, la Ragazza dai 1000 Espedienti è un personaggio dei fumetti DC Comics. Comparve per la prima volta in Star-Spangled Comics n. 81 nel giugno 1948.

## Biografia del personaggio
Nata Merry Creamer, è la figlia adottiva del Signore e della Signora Pemberton, i genitori dell'originale Star-Spangled Kid. Presto adottò un'identità da combattente del crimine e lavorò con suo fratello e Stripesy, infine soppiantandoli nella loro stessa serie.
Merry sposò Henry King Sr, il supercriminale conosciuto come il Brain Wave originale. Ebbero un figlio, Henry Jr, conosciuto come "Hank", che divenne il supereroe Brainwave, un membro della Infinity Inc., gruppo fondato da suo zio Sylvester Pemberton, lo Star-Spangled Kid originale.
Alcune referenze riguardo Merry prima di Crisi sulle Terre infinite fece notare che morì a un certo punto. Più recentemente, tuttavia, fu descritta come viva. Comparve in Young Justice come membro della Old Justice, un team di spalle di eroi della Golden Age che sentivano che gli eroi teenager moderni rischiavano le proprie vite e quelle altrui. Durante gli eventi di Sins of Youth fu rivelato che risentiva in particolare Stargirl, che all'epoca portava il nome di suo fratello. Merry assistette dozzine di altri supereroi, la maggior parte dei quali cambiò la propria età durante la battaglia contro Klarion il Ragazzo Mago e altri criminali. La Old Justice si ritrovò nel ruolo genitoriale di controllo di alcuni adolescenti super potenti. Fece pace con Stargirl, che divenne temporaneamente una donna adulta. Durante una battaglia di molti personaggi in Alaska, Stargirl salvò la vita di Merry da un attacco di un giovane Amazo. Alla fine della storia, Merry fece pace sia con Stargirl che con i giovani eroi in generale.
Dopo che la Justice Society of America salvò suo figlio da Black Adam e Mr. Mind, Merry riprese ad occuparsi di lui.

## Gimmix
In Seven Soldier n. 0, comparve un nuovo personaggio chiamato Gimmix. Accreditata come Jacqueline Pemberton, la figlia mai conosciuta di Merry, Gimmix utilizzò la sua Borsa dei Trucchi per fare il suo lavoro da eroina, il più delle volte comparendo ad alcune conferenze in cui parlava di come incontrò eroi più conosciuti come Aquaman e Booster Gold. Alcuni dei suoi trucchi includevano Occhiali con flash incorporato, rossetto anti-Ragno, uno spray "Ciò Di Cui Ogni Ragazza Ha Bisogno", e un trucco senza nome che trasformava l'acqua in vino (anche se vino scadente). Jacquelin divenne parte di una squadra composta per un brevissimo tempo di sei supereroi messi insieme da Greg Saunders e fu uccisa dagli Sheeda, una razza avanzata che si nutriva della propria storia per sopravvivere. In Zatanna n. 1, fu mostrata mentre frequentava una terapia di gruppo per metaumani.

### 52
In 52, fu rivelato che Jacquelin era il capo della Pemberton Estate, e dato che la sua morte non fu mai confermata, l'Estate fu acquistata da Lex Luthor per i diritti sul nome di Skyman e della Infinity Inc..